# Drosophila shyri
Drosophila shyri este o specie de muște din genul Drosophila, familia Drosophilidae, descrisă de Ana I. Vela și José Albertino Rafael în anul 2004.
Este endemică în Ecuador. Conform Catalogue of Life specia Drosophila shyri nu are subspecii cunoscute.